# Canet de Mar
Canet de Mar é um município da Espanha na comarca de Maresme, província de Barcelona, comunidade autónoma da Catalunha. Tem 5,56 km² de área e em 2021 tinha 14 810 habitantes (densidade: 2 663,7 hab./km²).

## Demografia
| Variação demográfica do município entre 1991 e 2018[carece de fontes?] | Variação demográfica do município entre 1991 e 2018[carece de fontes?] | Variação demográfica do município entre 1991 e 2018[carece de fontes?] | Variação demográfica do município entre 1991 e 2018[carece de fontes?] | Variação demográfica do município entre 1991 e 2018[carece de fontes?] | Variação demográfica do município entre 1991 e 2018[carece de fontes?] |
| ---------------------------------------------------------------------- | ---------------------------------------------------------------------- | ---------------------------------------------------------------------- | ---------------------------------------------------------------------- | ---------------------------------------------------------------------- | ---------------------------------------------------------------------- |
| 1991                                                                   | 1996                                                                   | 2001                                                                   | 2004                                                                   | 2015                                                                   | 2018                                                                   |
| 8.858                                                                  | 9.455                                                                  | 10.778                                                                 | 12.047                                                                 | 14.123                                                                 | 14.583                                                                 |